# Lina Hahne
Lina Hahne, född 15 januari 1984, blev Fröken Sverige 2007. Hon fick titeln efter att den första vinnaren Isabel Lestapier Winqvist tvingats avsäga sig den. Med ursprung från Kalix representerade hon Norrland i uttagningen. Hahne representerade inte Sverige i Miss Universum 2008, eftersom Fröken Sverige-organisationen bestämde sig för att bojkotta världsfinalen ännu ett år.
Vid tiden för Fröken Sverige-uttagningen var hon medicinstuderande vid Umeå universitet och är idag läkare.